# 俄国驻塔城领事馆
俄国驻塔城领事馆，后成为苏联驻塔城领事馆，是是俄罗斯帝国及苏联设立在新疆塔城道（今中华人民共和国新疆维吾尔自治区塔城地区塔城市）的领事馆。先后作为俄国和苏联的领事馆历经清朝、中华民国、中华人民共和国，期间经历多次毁坏、关闭、重启，直至1955年领事馆被关闭。如今领事馆建筑还存有领事馆俱乐部和水塔，位于塔城地区贝拉宾馆内。

## 历史

### 俄罗斯帝国时期
咸丰元年（1851年）《中俄伊犁塔尔巴哈台通商章程》签订后，俄罗斯帝国获得设立领事馆、通商免税、驻兵保护贸易等权利。次年8月首任俄国驻塔城领事明常上任，并开始筹建领事馆。咸丰三年（1853年），领事馆建成并交付使用。领事馆建在塔尔巴哈台城东门外，与当地哈萨克贸易亭相邻。领事馆房间8间为领事（匡苏勒）住房，5间为哥萨克（额哲库）住房。咸丰五年（1855年），俄国驻塔城领事明常率人前往雅尔噶图金矿，驱赶、杀害中国采金平民。此举引发当地民愤，导致塔城贸易圈事件爆发，俄国驻塔城领事馆被焚烧，明常等人逃离塔城。
咸丰八年（1858年）十月，中俄签订《塔尔巴哈台议定赔偿条约》，条约规定清政府需出资完成俄国驻塔城领事馆的建设。次年八月，位于塔尔巴哈台城西北角的新领事馆建设完成。新建的俄国驻塔城领事馆房间21间为领事住房，13间为苏克喱塔拉（秘书）住房。同治三年（1864年），同治新疆回乱在新疆爆发，清政府对新疆的治理崩溃。次年，俄国驻塔城领事馆被反清的回民军队烧毁。
左宗棠收复新疆后，中俄于光绪九年（1883年）二月签订《中俄议定塔尔巴哈台俄属商人贸易地址条约》，条约规定第三次开设俄国驻塔城领事馆。新的俄国驻塔城领事馆位于塔尔巴哈台城东北角。新建的俄国驻塔城领事馆较前两处更大，东面一百九十四丈（669.3米），南面一百二十二丈（420.9米），北面二百八十八丈（993.6米）。条约还规定，领事馆建成十年后可扩建。光绪三十二年（1906年），因俄商私运晋茶至塔城的边境并倒灌中国边境，俄国驻塔城领事在中方抗争下，将倒灌边境茶箱的三分之一充公。此后俄国驻塔城领事和塔城中俄通商局筹议制定对塔城地区运茶限制的运茶章程八条。

### 苏维埃俄国时期
俄国十月革命后，苏维埃俄国成立。民国七年（1918年）4月，苏维埃俄国外务人民委员会致电北洋政府外交部，宣布将旧政府驻华外交代表和领事革职，并任命国里贺驻塔城领事。5月5日，新任命的驻塔城领事国里贺率25名卫兵抵达俄属苇塘子（巴克特）准备前往塔城上任。5月21日，中国政府回苏俄苏维埃俄国外务人民委员会，称北洋政府尚未承认俄国苏维埃政府，改派领事一事应从缓。5月26日，国里贺致电主政新疆的杨增新，希望杨增新能准其带兵前往塔城就任。然而6月23日，俄罗斯帝国驻塔城领事哆勒布哲福派人将苏维埃俄国任命的驻塔城领事国里贺暗杀。至此，俄国苏维埃政府开设苏维埃俄国驻塔城领事馆的尝试失败。
自1919年起，苏维埃俄国连续三次发表《苏俄对华宣言》，称放弃俄在中国的一切特权、放弃中国境内租界、废除签订不平等条约等。于是北洋政府于1920年9月发布大总统令，宣布取消原俄国驻华公使、驻华领事馆人员资格。在新疆，苏俄要求引渡俄罗斯帝国驻塔城领事哆勒布哲福和进入新疆的帝国败兵，杨增新派出代表曾以不便引渡作答复。然而由于进入新疆的俄罗斯帝国军队首领巴奇赤准备在塔城谋乱，杨增新无法独自应对，继而同意苏俄红军进入新疆对巴奇赤部进行围剿。在巴奇赤和追击的红军离境后，11月中华民国新疆省塔城道尹张健将北洋政府命令照会俄国驻塔城领事哆勒布哲福。哆勒布哲福在将领事馆卷宗、房屋、公物列三份表交给中华民国新疆省塔城道后，离开塔城。至此俄罗斯帝国时期的俄国驻塔城领事馆正式关闭。

### 苏联时期
民国十三年（1924年），中苏签订《中苏解决悬案大纲协定》，中华民国与苏联正式建交，双方达成在新疆和苏联互设五个领事机构的协议。民国十四年（1925年），苏联在原俄国驻塔城领事馆馆址上开设苏联驻塔城领事馆。领事馆新建后，占地面积17700平方米，建筑面积超过1929平方米，共有49间办公用房，31间住房。院内有超过240棵各种树木。三区革命时期，中国国民党塔城专员平戎在和苏联驻塔城领事馆交涉后，离开新疆进入苏联。
中华人民共和国成立后，苏联驻塔城领事馆得以保留并继续开展工作。别列也夫是中华人民共和国成立后的首任驻塔城领事，并延续了苏领馆人员出入中国边卡不停车、不登记的旧例。直至1952年9月，巴拉姆静任苏联驻塔城领事后，在塔城专区专署交涉的情况下，才开始在中国边卡停车登记苏领馆人员、车辆。1955年11月，苏联关闭驻塔城领事馆。12月6日，在苏联代表、最后一任苏联驻塔城领事罗曼楚克·彼得·基里罗维奇和中方代表、塔城地区专员卡纳格托夫·铁里木哈买提·阿合买托维奇（副专员代理）签订《苏联在中华人民共和国塔城县三不动产交文据》，文据附单所列财产交由塔城专区专署使用。相关业务移交苏联驻伊犁领事馆。

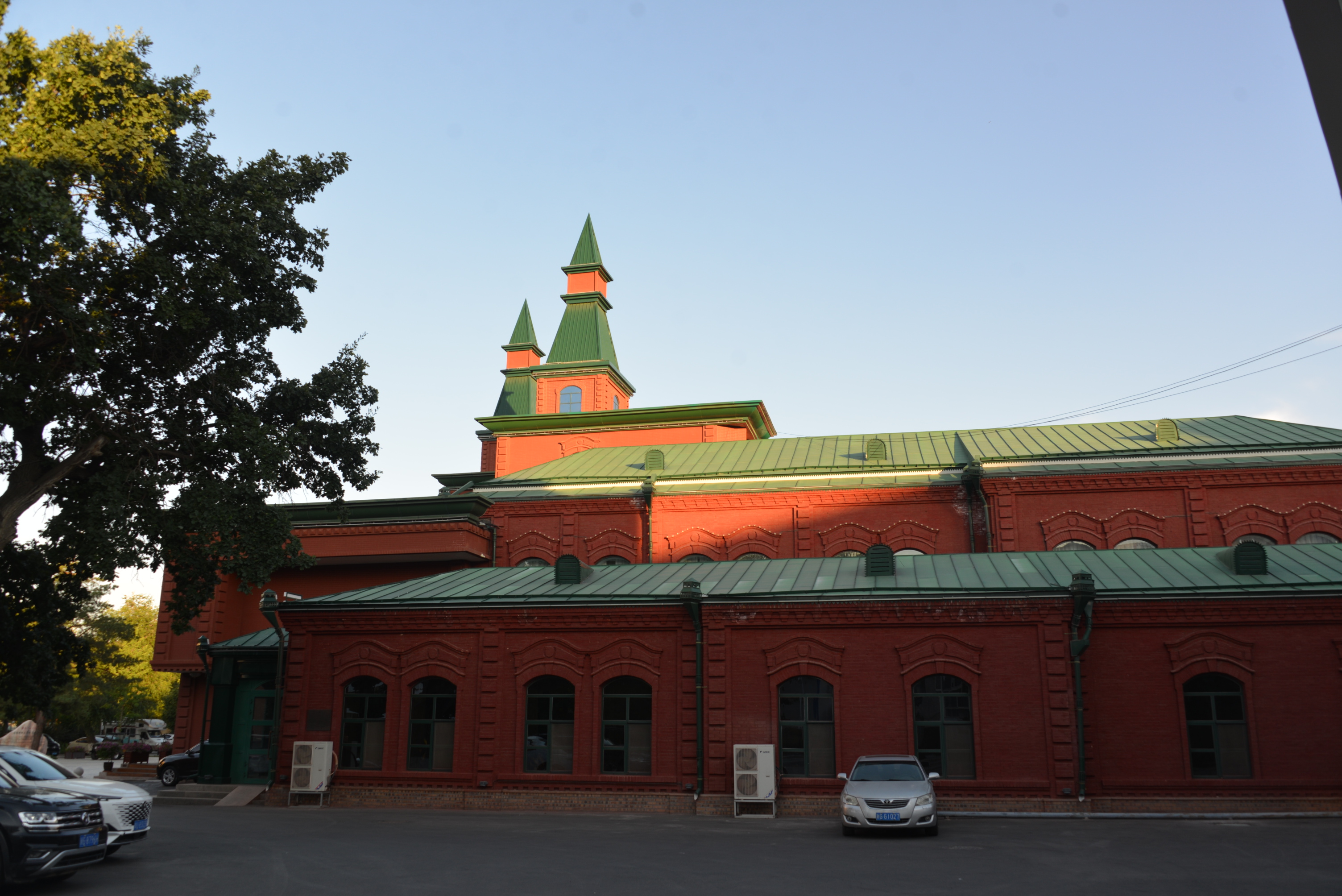
近处建筑为原俄国住塔城领事馆俱乐部，现塔城地区贝拉宾馆宴会厅，方向自东向西

### 非领事馆时期
领事馆关闭后，相关建筑曾作为中国共产党塔城地区委员会办公室所在地，之后长期作为塔城地区宾馆使用。

## 建筑
俄国驻塔城领事馆现为塔城地区贝拉宾馆所在地，留存有20世纪20-30年代修建的领事馆俱乐部和水塔建筑。两栋领事馆建筑在2008年第三次全国文物普查时被建档。俄国驻塔城领事馆俱乐部东侧为宾馆贵宾楼，西侧与宾馆主体建筑相连，南侧为停车场，东南侧是原俄国驻塔城领事馆水塔。俱乐部平面大致呈长方形，南北长26米有余，东西宽超过9米，高15米，通高6.5米，墙厚超过0.8米。建筑西侧因为与宾馆大楼相连，难以辨别；东侧外墙基本保留原建筑风格。西侧窗户均被封堵，东侧原有的6扇窗户除1扇被封堵外，其余5扇被改造为塑钢窗，南侧加盖有6米长的门厅。如今的俱乐部作为宾馆宴会厅使用。
原俄国驻塔城领事馆水塔塔高16米，共分7层，逐层向内收缩变小，最底层东西长5.5米，南北长5.6米，每层高接近2米，水塔墙厚约1米。砌成水塔的红砖规格为24厘米×12厘米×5厘米。水塔顶部主要为铁皮制作，其上有木质小塔顶。水塔自上而下有3个60厘米×90厘米的窗户。水塔依旧在使用，因为红砖的风化，部分墙砖破碎。2014年，原俄国驻塔城领事馆水塔被列为新疆维吾尔自治区文物保护单位。

## 俄、苏驻塔城领事
| 时期           | 姓名                     | 任职时间      | 备注 |
| -------------- | ------------------------ | ------------- | --- |
| 俄罗斯帝国时期 | 明常                     | 1852年-1855年 | 俄文名：А. А. 塔塔林诺夫（А. А. Тата́ринов），首任俄国驻塔城领事。1840年代随东正教北京传道团前往北京，在京期间习得汉语和满语。回俄国后就职外交部，咸丰元年（1851年）奉命前往伊犁，参与《中俄伊犁塔尔巴哈台通商章程》的谈判与签订。出任俄国驻塔城领事后，筹建领事馆。参与组织塔城贸易圈事件的导火索——杀害金矿矿工一事。 |
| 俄罗斯帝国时期 | 孔琪庭                   | 1859年-1865年 | 俄文名：К. А. 斯卡契科夫（К. А. Скачков），或被译作孔气/孔会。曾多年在北京任外交官，回国后任外交部亚洲司官员。任俄国驻塔城领事后，参与《中俄勘分西北界约记》的谈判。 |
| 俄罗斯帝国时期 | 巴勒喀什·巴尔喀什        | 1882年-1891年 | 俄文名：鲍戈亚夫连斯基（Н. Б. Богоявленский）曾为俄国外交部职员，著有《长城外的中国西部地区》。任俄国驻塔城领事后，参与《中俄塔尔巴哈台西南界约》《中俄议定塔城俄属商人贸易地址条约》的谈判、租借巴尔鲁克山的谈判。                                                                                                   |
| 俄罗斯帝国时期 | 宝德林                   | 1891年-1893年 | 原为俄国外交部翻译官。任俄国驻塔城领事后，参与归还租借期满的巴尔鲁克山的谈判。任内病死。 |
| 俄罗斯帝国时期 | 柏罗典                   | 1893年-1896年 | 伯勒满，任俄国驻塔城领事后，参与归还租借期满的巴尔鲁克山的谈判、《中俄收回巴尔鲁克山文约》的签订。 |
| 俄罗斯帝国时期 | 索科福                   | 1897年-1911年 | |
| 俄罗斯帝国时期 | 哆勒布哲福               | 1911年-1920年 | 俄国驻塔城领事馆关闭后离任。 |
| 苏联时期       | 普□□□                    | 1925年-1927年 | |
| 苏联时期       | 波罗沃伊                 | 1927年-？     | |
| 苏联时期       | 爱信                     | ？-？         | |
| 苏联时期       | 高里洛夫                 | ？-1942年     | |
| 苏联时期       | 达巴申                   | 1942年-1943年 | |
| 苏联时期       | 巴列也夫                 | ？-1952年     | |
| 苏联时期       | 波罗木丁                 | 1952年-1954年 | |
| 苏联时期       | 罗曼楚克·彼得·基里罗维奇 | 1954年-1955年 | |

## 机构设置情况
俄国驻塔城领事馆建立之初设领事、副领事。到了光绪七年（1881年），领事馆除领事外，还有帮办领事1人，翻译官1人，书记官1人，医官1人，护卫马队武官1人，队兵100人。附属学校1所，设汉蒙回文教习各1人。还附设邮政局1所，电报局1所，道胜银行1所。而清末领事馆驻兵最多超过千人。